# Orleans, Vermont
Orleans är en ort i Orleans County i delstaten Vermont, USA.